# Svend Grundtvig
Svend Hersleb Grundtvig (Christianshavn, 9 september 1824 – Frederiksberg, 14 juli 1883) was een Deense literatuurwetenschapper, filoloog, folklorist en volksliedverzamelaar.
Hij was een van de eersten die systematisch Deense volksliedjes ging verzamelen, indelen en uitgeven. Ook verzorgde hij uitgaven van Deense volksverhalen, sprookjes, spreekwoorden, raadsels en kinderrijmpjes. Hij verzamelde en publiceerde daarnaast ook mondeling overgeleverde IJslandse en Faeröerse verhalen en lyriek.

## Leven en werk
Svend Grundtvig was de tweede zoon van Nikolai Grundtvig, lutherse predikant in Christianshavn, en Lise Blicher. Zijn oudere broer was Johan Grundtvig. Zijn vader, Nikolai Grundtvig, was een bekende Deense theoloog, dichter, historicus en oprichter van de Volkshogescholen (folkehøjskoler).
Vader Grundtvig gaf zijn zoons zelf les en huurde tevens een aantal thuisleraren in. Tijdens deze lessen kwamen ze in aanraking met onder meer Noordse mythologie en volksliederen. Door een handschrift met volksliedjes uit 1656 begreep Svend Grundtvig dat er van oude, mondeling overgeleverde liederen vele varianten kunnen bestaan, zowel wat betreft vorm als inhoud. Grundtvig schreef hier later, in 1877, over: "Deze oude volkspoëzie werd vanaf dat moment het uitgangspunt en het middelpunt van al mijn studies en interesses" (Denne gamle Folkedigtning blev fra nu af Udgangs- og Midtpunktet for alle mine Studier og Interesser).
In 1842 gaf Svend Grundtvig het liedboekje Engelske og skotske folkeviser (Engelse en Schotse volksliederen vertaald in het Deens) uit. Een jaar later, in 1843, maakte hij met zijn vader een reis door Engeland, waar hij bibliotheken in Londen, Oxford en Edinburgh bezocht en oude Engelse handschriften met volksliedjes kon bestuderen. Eenmaal terug in Denemarken besloot Grundtvig om zelf alle bewaard gebleven Deense volksballades te gaan uitgeven.

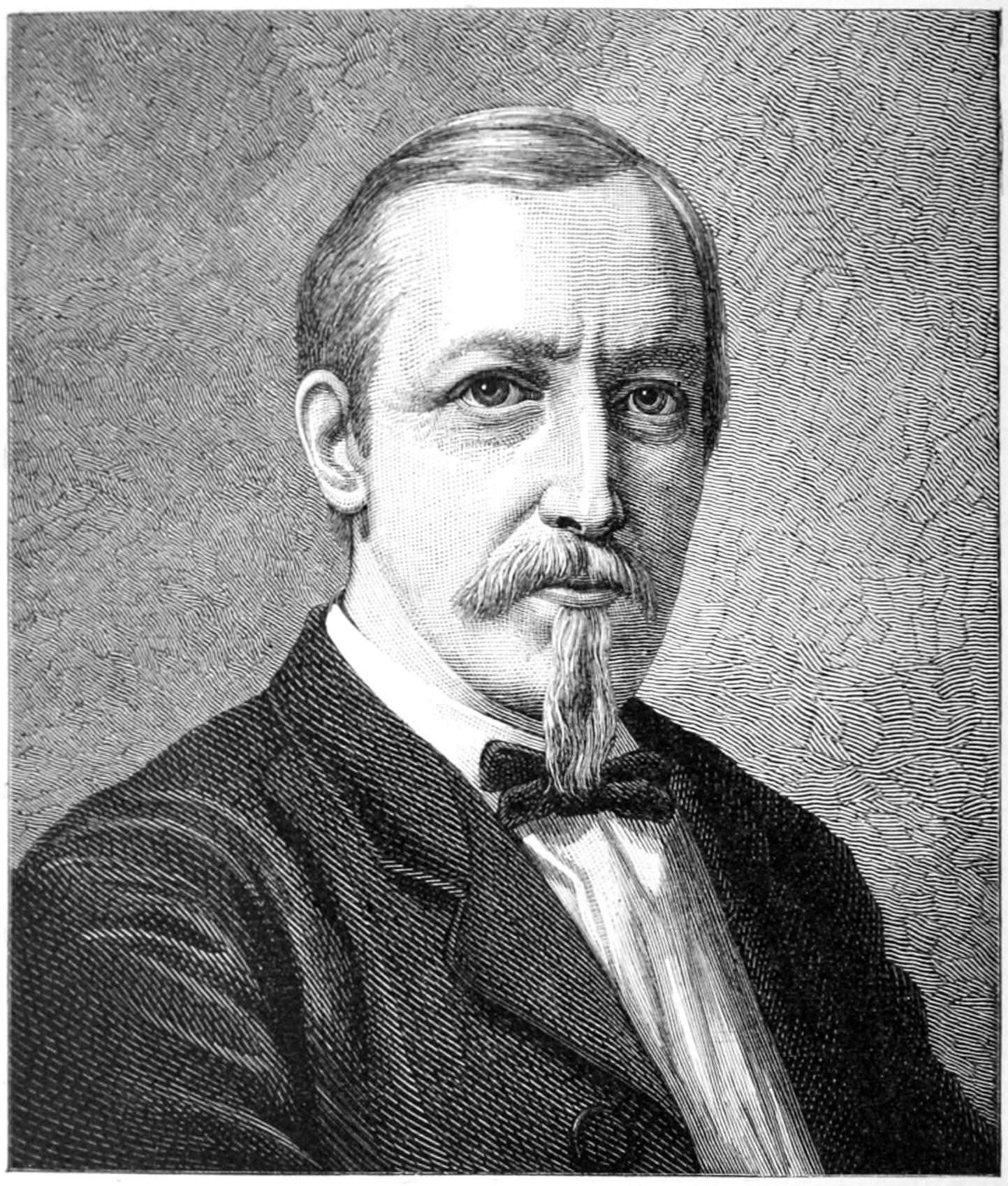
Portret van Svend Grundtvig (1872, door Constantin Hansen).

Zijn werkzaamheden werden onderbroken door het uitbreken van de Duits-Deense Oorlog van 1848-1851. Grundtvig meldde zich vrijwillig aan en ging in april 1848, samen met zijn broer en een vriend, naar Zuid-Jutland. Hij vocht onder meer mee in de Slag bij Isted (25 juli 1850).
In 1853 verscheen het eerste deel van zijn systematische verzameling en uitgave van historische volksliedjes, Danmarks gamle Folkeviser ("oude volksliedjes van Denemarken"), met heldenliederen. In 1856 volgde het tweede deel met magische liederen en in 1862 het derde deel, de historische liederen. Hij bleef aan deze uitgaven werken tot aan zijn dood in 1883, waarna de reeks werd voortgezet door Axel Olrik en Hakon Grüner-Nielsen en uiteindelijk 12 delen besloeg met in totaal 539 afzonderlijke liederen.
Door het verzamelen van vele varianten van een lied uit de mondelinge overlevering, toonde hij aan dat er van liedteksten uit de volksmond in de loop der tijd streekgebonden en tijdgebonden variaties ontstaan die onderling enorm kunnen verschillen, waardoor de oorspronkelijke tekst niet meer kan worden vastgesteld. In plaats van de juiste tekst te proberen te reconstrueren, gaf Grundtvig alle gevonden varianten van een liedtekst naast elkaar uit (een zogeheten liedcomplex), om de ontwikkeling van het lied inzichtelijk te maken.
Van 1854 tot 1858 publiceerde Grundtvig samen met de IJslandse taalkundige Jón Sigurðsson oude IJslandse volksliederen, Izlenzk Fornkvæði. In 1863 werd Grundtvig docent in de Noordse filologie. Hij gaf de Edda uit (1868) en publiceerde een Deense spellingwoordenlijst (1870). Daarnaast gaf hij verschillende geschriften van zijn vader uit en overwoog diens biografie te schrijven. Maar terwijl hij daarvoor geld aan het inzamelen was, overleed hij plotseling, in Frederiksberg op 14 juli 1883, 58 jaar oud. na een ziekbed van slechts één dag.

## Persoonlijk
Svend Grundtvig trouwde op 10 december 1858 met Laura Bloch. Enkele jaren later werd zij ziek en raakte hierdoor aan rolstoel en bed gekluisterd. Ze overleed op 20 april 1891. Het echtpaar kreeg geen kinderen.

## Uitgaven (selectie)
- Engelske og skotske folkeviser (1842–1846), volksliedjes
- Danmarks gamle Folkeviser (6 dln., 1853-1898), volksliedjes
- Íslenzk fornkvæði, met Jón Sigurðsson (3 dln., 1854-59), IJslandse balladen
- Gamle danske minder i Folkemunde: Folkeæventyr, Folkeviser, Folkesagn (3 dln., 1854-61)
- Sæmundar edda hins Fróða: den Ældre edda (1868), de Oude Edda
- Danske Folkeæventyr (1876-83), sprookjes
- Danmarks Folkeviser i Udvalg (1882), volksliedjes
- Føroya kvæði: corpus carminum Færoensium (7 dln., 1941–96), Faeröerse balladen